# Bulgarian National Women's Union
Bulgarian National Women's Union eller Bulgarian People’s Women’s Union var en statlig riksorganisation för kvinnors rättigheter i Bulgarien, grundad 1945. 

## Historik
Det var en avdelning av kommunistpartiet, Bulgariens kommunistiska parti. Det bildades efter kommunismens maktövertagande 1945 under ledning av Tsola Dragoycheva (ordförande 1945-1950). Bulgariens övriga kvinnoorganisationer inkorporerades i denna. 
Dess syfte var ideologisk mobilisering av kvinnor, samt genomförande av partiets policy om kvinnors rättigheter. Partiets policy om kvinnors rättigheter var progressiv. Den uppmanade kvinnor att bli verksamma inom partiet och stödde kvinnors deltagande i politiken för att uppnå den större jämlikhet i representation som var partiets officiella policy. Partiet uppnådde 34 procent kvinnlig representation, men majoriteten av dem var verksamma på lägre lokal nivå, med endast fem procent på högre nationell nivå. 